# Nomi (Italia)
Nomi (Nomi in dialetto trentino) è un comune italiano di 1 362 abitanti della provincia di Trento. Si trova circa 20 km a sud-ovest di Trento, sulla sponda destra del fiume Adige.

## Storia

### Simboli
Lo stemma e il gonfalone sono stati adottati con deliberazione della Giunta provinciale del 7 luglio 1989, n. 7762.
Stemma
La simbologia riprende un motivo decorativo della tradizione montanara.
Gonfalone

## Monumenti e luoghi d'interesse
- Chiesa della Madonna della Consolazione. Al suo interno racchiude importanti opere d'arte tra cui una preziosa tela risalente al XV secolo. L'altare del Santo Rosario è opera dello scultore barocco Domenico Sartori eseguito a metà settecento.[7]
- Palazzo Vecchio di Nomi è una residenza fortificata di epoca rinascimentale. Il palazzo era un forte adibito a residenza per i nobili del tempo. Del castello sono perfettamente conservate la loggia e la torre a pianta rotonda. La torre è divenuta celebre a partire dal 1525 quando, durante la guerra dei contadini, vi fu bruciato vivo al suo interno l'allora feudatario Pietro Busio.

## Società

### Evoluzione demografica
Abitanti censiti

### Tradizioni
Nomi è uno dei sette comuni lagarini che facevano parte dell'antica istituzione amministrativa del Comun Comunale Lagarino. Attualmente il Comun Comunale rimane vivo nella memoria degli abitanti dei diversi comuni attraverso la manifestazione denominata "Comun Comunale - I Giochi e la regola". Questa festa si svolge tutti gli anni tra l'ultima settimana di maggio e la prima settimana di giugno e si svolge ogni anno a rotazione in uno dei sette comuni partecipanti:Aldeno, Cimone, Isera, Nogaredo, Nomi, Pomarolo e Villa Lagarina. La manifestazione rievoca le antiche vicende del periodo medievale ed è incentrata su suggestivi giochi e spettacoli con musiche e danze.

## Economia

### Artigianato
Per quanto riguarda l'artigianato, è importante la produzione di mobili e di oggetti in legno, impreziositi da pregevoli decorazioni artistiche raffiguranti temi tipici locali.

## Amministrazione
| Periodo           | Periodo           | Primo cittadino   | Partito                    | Carica      | Note |
| ----------------- | ----------------- | ----------------- | -------------------------- | ----------- | ---- |
| 26 novembre 1986  | 14 giugno 1990    | Rinaldo Maffei    | Partito Comunista Italiano | Sindaco     |      |
| 14 giugno 1990    | 13 dicembre 1993  | Rinaldo Maffei    | PDS                        | Sindaco     |      |
| 10 gennaio 1994   | 5 giugno 1995     | Valentino Boratti | PDS                        | Sindaco     |      |
| 5 giugno 1995     | 31 dicembre 1996  | Elio Battistotti  | Lista civica               | Sindaco     |      |
| 31 dicembre 1996  | 4 maggio 1997     | Maura Marchiori   | Lista civica               | Vicesindaco |      |
| 5 maggio 1997     | 15 maggio 2000    | Rinaldo Maffei    | Lista civica               | Sindaco     |      |
| 15 maggio 2000    | 9 maggio 2005     | Gianfranco Zolin  | Lista civica               | Sindaco     |      |
| 9 maggio 2005     | 17 maggio 2010    | Gianfranco Zolin  | Lista civica               | Sindaco     |      |
| 17 maggio 2010    | 10 maggio 2015    | Rinaldo Maffei    | Lista civica               | Sindaco     |      |
| 10 maggio 2015    | 22 settembre 2020 | Rinaldo Maffei    | Lista civica               | Sindaco     |      |
| 22 settembre 2020 | in carica         | Rinaldo Maffei    | Lista civica               | Sindaco     |      |